# Spielbox
Die Spielbox (Eigenschreibweise: spielbox, Untertitel: Das Magazin zum Spielen, engl. spielbox – all about games in a box) ist ein siebenmal jährlich auf Deutsch und auf Englisch erscheinendes Publikumsmagazin für Brett- und Kartenspiele. Neben Spielekritiken zu neu erschienenen Spielen enthält sie Messeberichte, Neuigkeiten für Spieler und Sammler, Serien, Porträts, Interviews und Tipps zu bekannten Spielen. Das Hobbyspieler-Fachblatt erscheint seit 1981. Seit 1993 kommt die spielbox im W. Nostheide Verlag Memmelsdorf heraus, der die von 16.500 Lesern der Printausgabe abonnierte Zeitschrift als „weltweit meistgelesenes Publikumsmedium“ für Brett- und Kartenspiele bezeichnet.

## Geschichte
Die erste Ausgabe war das im Oktober 1981 unter dem Namen „SpielBox“ erschienene Heft „Nr. 4/Okt.–Dez. 1981“. Es wurde von der Bonner Courir Druck-, Werbe- und Verlagsgesellschaft mbH verlegt, die 1984 in Argo Verlags- und Werbe-Gesellschaft mbH umbenannt wurde. Courir und Argo waren Tochtergesellschaften des SPD-eigenen Vorwärts Verlags, deren Geschäftsführer bis 1985 Friedhelm Merz war, die unter dem Namen „Spielunke“ zudem einen Postvertrieb für Gesellschaftsspiele betrieben.
Idee und Konzept für die Spielbox stammten aus der Abteilung Marketing des Vorwärts Verlags, von Rainer Müller †, der auch die „spielfachliche Verantwortung“ für das Objekt übernahm. Müllers Ziel war ein „marktnahes Medium, das potentiellen Käufern Orientierungshilfe geben“ und zugleich auch „an Handel und Hersteller wichtige Informationen zurückleiten“ kann. Reiner Müller war De-facto-Chefredakteur, ohne dass diese Position im Impressum aufgeführt wurde, und bildete gemeinsam mit Helmut Morell und Lothar Romain die Gründungsredaktion. Das Rezensententeam umfasste damals sieben Personen: Walter Luc Haas †, Helge Andersen, Jochen Corts, Synes Ernst, Edgar Forschbach †, Gilbert Obermair † und Eberhard von Staden. Für die Rubrik „Besser spielen“ war Knut-Michael Wolf verantwortlich.
1985 trennte sich der Vorwärts von Friedhelm Merz, dem Gründungsverleger der Spielbox. Die SPD verkaufte das Magazin im Folgejahr an die Huss Verlag GmbH in München, wo die Spielbox dann ab Heft 1/87 erschien. Als Chefredakteur war übergangsweise weiterhin Reiner Müller ausgewiesen. Müller war eine der prägendsten Persönlichkeiten der deutschsprachigen Brettspielszene. Vor und nach seiner Tätigkeit als Marketingleiter im Vorwärts Verlag und für die Spielbox arbeitete er als Spieleredakteur bei unterschiedlichen Verlagen und war an der Entwicklung dutzender Spiele beteiligt. In den Siebzigerjahren war er bei Parker und holte unter anderem Risiko nach Deutschland, in den Neunzigern trug er als Redakteur bei Franckh-Kosmos entscheidend zum Erscheinen und zum Erfolg von Die Siedler von Catan bei.
An den Heften ist der Wechsel zum Huss-Verlag durch das von der Mitte nach links gerückte Fünfeck-Logo erkennbar. Ab Heft 5/87 wurde Bernd Becker Chefredakteur, der das Erscheinungsbild des Heftes überarbeitete und die Schreibweise des Namens in „spielbox“ änderte. Der Huss-Verlag gab die Spielbox mit wechselnden Chefredakteuren bis Ende 1992 heraus, dann übernahm die im oberfränkischen Memmelsdorf ansässige W. Nostheide Verlag GmbH die Zeitschrift, und Harald Hemmerlein wurde Chefredakteur (ab Heft 1/93). Matthias Hardel übernahm die Chefredaktion mit Ausgabe 1/02. Er war zuvor Chefredakteur der Pöppel-Revue, die mit seinem Weggang ihr Erscheinen einstellte. Seit der Ausgabe 1/21 ist Andreas Becker Chefredakteur. Er war zuvor in Delmenhorst Redakteur für den Weser-Kurier, zuletzt leitete er die dortige Redaktion.

## Auflage und Erscheinungsweise
Die Startauflage 1981 betrug nach Angaben des Verlags 40.000 Exemplare. Anfangs erschien die Zeitschrift vierteljährlich, ab 1985 sechsmal jährlich, seit 2009 siebenmal jährlich. Seit 2003 wird zusätzlich ein Spielbox Special herausgegeben, das kostenfrei auf den Internationalen Spieltagen in der Messe Essen erhältlich ist. 2006 betrug die Auflagenhöhe der auch auf den Essener Spieltagen verkauften Oktoberausgabe 15.000 Exemplare.
Seit 2010 erscheint die Spielbox auch mit einer internationalen Ausgabe in englischer Sprache (American English). Die Artikel sind zum größten Teil übersetzte Texte der deutschsprachigen Ausgabe. 2012 produzierte ein dortiger Partnerverlag einmalig ein Heft in chinesischer Sprache (Mandarin).
2021 wird die Zahl der Print-Abonnenten der deutschsprachigen Ausgabe mit 13.000 angegeben, die der englischsprachigen Spielbox mit 3500, und außerdem findet die digitale Ausgabe mehr als 6000 Leser auf Readly. Darüber hinaus wird eine Teilauflage über den Bahnhofsbuchhandel und Spielefachgeschäfte vertrieben.

## Spielertreffen
1982 rief Chefredakteur Reiner Müller in einer Ausgabe der Spielbox zu einem Lesertreffen auf, das im Folgejahr stattfinden sollte. Unter dem Namen Deutsche Spielertage fand das hauptsächlich von einem Team des Vorwärts-Verlags organisierte Event dann im Herbst 1983 in der Volkshochschule Essen statt, wo die Jury Spiel des Jahres bereits seit 1979 ihre Preisverleihung durchführte. Dieses Lesertreffen hatte im ersten Jahr mehr als 4500 und im zweiten Jahr bereits weit mehr als 10.000 Besucher und gilt als Vorläufer der Internationalen Spieltage in der Messe Essen. Dort veranstaltete Friedhelm Merz ab 1985, nachdem er sich vom Vorwärts getrennt hatte, die Spielertage in Eigenregie. „Zusammen mit der Messe Essen sicherte er sich die Rechte an den Spielertagen gerichtlich gegen die einmalige Zahlung von 50.000 DM an die SPD“, schreibt der Spielewissenschaftler Jens Junge.
2018 und 2019 veranstaltet der W. Nostheide Verlag mit der Spielbox und ihrer Schwesterzeitschrift Spiel doch! die Publikumsmesse „Spiel doch!“ in Duisburg. Nach der Corona-Pandemie wurde die „Spiel doch!“ nach Dortmund verlegt und erhielt einen Ableger in Friedrichshafen.

## Weitere Publikationen
Die im W. Nostheide Verlag erscheinende Spiel doch! ist die Schwesterzeitschrift der Spielbox und erscheint seit 2015 zweimal im Jahr. Chefredakteur ist der langjährige Spielbox-Mitarbeiter Udo Bartsch. Die Spiel doch! unterscheidet sich von dem Hobbyspieler-Fachblatt Spielbox darin, dass sie sich an Gelegenheitsspieler richtet und damit ein deutlich breiteres Publikum anspricht.
2007 wurde das Spielböxchen gegründet und erscheint einmal jährlich im DIN-A5-Format. Dieses Magazin beschäftigt sich ausschließlich mit Kinderspielen. Chefredakteur ist Thorsten Heinermann.
Die 1997 aus „Knut-Michael Wolfs Spielplatz“, der bereits 1995 online gegangen war, hervorgegangene Internetplattform spielbox.de galt bis 2015 als bedeutendstes deutschsprachiges Forum für Brett- und Kartenspiele.
Seit 1981 gibt es den ebenfalls im W. Nostheide Verlag erscheinenden Branchenbrief International – Spielzeugbranche aktuell als Brancheninformationsdienst und die sich an Eltern richtende Spielwarenzeitschrift Spielmittel.

## Edition Spielbox
Viele Jahre lang war das „Spiel zum Herausnehmen“ – mit wenigen Ausnahmen – ein fester Bestandteil der Spielbox. Das Spiel in der Erstausgabe war das exklusiv für die Spielbox veröffentlichte Quadriga von Ludger Fischer, Jürgen Franke und Bernd Lindenberger. Danach wurden eine Zeitlang Spiele übernommen, die der französischen Zeitschrift Jeux & Stratégie beilagen. Ab 1983 erhielt die Reihe den Namen „Das exklusive Spiel von uns für Sie“, ab 1989 „Spiel im Heft“ und mit Heft 1/93 die Bezeichnung „Edition Spielbox“. Diese Beilagen stammten aus der Feder bekannter Spieleautoren wie z. B. Reiner Knizia, Alex Randolph oder Sid Sackson. Für die Grafiken waren u. a. Franz Vohwinkel, Doris Matthäus und Christof Tisch zuständig. Anfangs waren diese Spiele aufwändig gestaltet (z. B. größere Spielpläne, mehrfach gefaltet). Die „Edition Spielbox“ war durchnummeriert und wurde mit dem Heft 7/12 eingestellt, dem die Nummer 98 Potarutomm von Karl-Heinz Schmiel beilag.
Der Ausgabe 6/02 lag mit einer Erweiterung für Puerto Rico erstmals eine Ergänzung für ein bereits erschienenes Spiel bei. Mit den Heften 3 bis 5/03 wurde eine dreiteiligen Anno Domini-Sonderserie zum 25. Jubiläum der Auszeichnung Spiel des Jahres mitgeliefert. Ab 2004 erschienen zunehmend häufig Erweiterungen als Spielbox-Beilagen, darunter bis 2014 insgesamt sieben Carcassonne-Ergänzungen.

## Sonderausgaben
- Der „Siedler Almanach“ (2000)
- Der „Carcassonne Almanach“ (2005)
- Der „Knizia Almanach“ (2006) mit einer Erweiterung zu Blue Moon City
- Der „Hans im Glück Almanach“ (2008) mit Erweiterungen zu Carcassonne und Stone Age
- Der „Kramer Almamach“ (2011) mit einer Erweiterung zu Asara